# Sugarloaf Island (Neuseeland)
Sugarloaf Island ist eine Insel der Inselgruppe Moturoa Islands im Norden der Nordinsel von Neuseeland.

## Geographie
Sugarloaf Island befindet sich rund 2,98 km westlich von Cape Karikari, der nördlichsten Spitze der Karikari Peninsusla. Die Insel, die sich in der Mitte der Inselkette befindet, besitzt eine Flächenausdehnung von rund 1,4 Hektar bei einer ovalen Form. Die Länge der etwas über 20 m hohen Insel beträgt rund 190 m in Nordwest-Südost-Richtung und die Breite kommt auf rund 100 m in Südwest-Nordost-Richtung.
Direkt nordöstlich angrenzend liegt in einem Abstand von rund 20 m eine bis zu 210 m längliche Felseninsel, gefolgt von einer weiteren Felseninsel in 125 m gleicher Richtung. Rund 180 m in nordwestlicher Richtung befindet sich die Nachbarinsel Motutapu Island und rund 1,13 km in ostsüdöstlicher Richtung Tuputupungahau Island.
Sugarloaf Island ist mit Ausnahme eines felsigen Küstenstreifens rund um die Insel mit Bäumen und Büschen bewachsen.